# Gerold Janssen
Gerold Janssen (* 6. Juli 1923 in Borssum bei Emden; † 18. März 2012 in Bremen) war ein deutscher Naturschutz-Aktivist.

## Leben
Janssen schloss die Schule in Emden 1941 mit dem Notabitur ab und ließ sich zum Flieger ausbilden. Bei Kriegsende geriet er in US-amerikanische Kriegsgefangenschaft, kehrte aber schon im August 1945 wieder in sein Elternhaus zurück. Nach einer Ausbildung bei einer Reederei in Emden und einer Bäckerlehre war er ab 1952 in Hamburg als Reedereikaufmann tätig. 1962 zog er nach Bremen, wo er bis 1984 als Wirtschaftsprüfer bei der Fides Treuhand arbeitete.
Seit den 1970er Jahren widmete er sich dem Natur- und Umweltschutz. Er gründete mehrere Bürgerinitiativen und kämpfte seit Ende der 1970er gegen die Bebauung des wegen seines Artenreichtums international bedeutsamen Hollerland-Gebiets im Bremer Stadtteil Horn-Lehe. Von 1986 bis 1996 wirkte er im Vorstand des Bremischen Deichverbandes am rechten Weserufer.

## Ehrungen
Janssen wurde für seine Arbeit als Umwelt- und Landschaftsschützer 1993 das Bundesverdienstkreuz verliehen. Aus Protest gegen die Umwandlung der Naturregion „Uni-Ost“ in eine „Beton- und Steinwüste“ gab er es zwei Jahre später zurück.
Am 24. November 2009 erhielt Gerold Janssen den Bürgerpreis der Bremer Sparkasse. Der Preis hat jedes Jahr ein anderes Motto, es hieß diesmal „Umwelt“. Janssen erhielt den 1. Preis für seinen lebenslangen Einsatz für den Umweltschutz, unter anderem auch für das Hollerland – es ist heute Naturschutzgebiet – das er zusammen mit einer Bürgerinitiative gegen Baulöwen verteidigte.
Die Gerold-Janssen-Straße verläuft im Stadtteil Horn-Lehe zwischen der Leher Heerstraße und der Straße An der Horner Mühle.